# Lijst van Stolpersteine in Nieuwkoop
De lijst van Stolpersteine in Nieuwkoop geeft een overzicht van de gedenkstenen die in de gemeente Nieuwkoop in de Nederlandse provincie Zuid-Holland zijn geplaatst in het kader van het Stolpersteine-project van de Duitse beeldhouwer-kunstenaar Gunter Demnig.
Stolpersteine zijn opgedragen aan slachtoffers van het nationaalsocialisme, al diegenen die zijn vervolgd, gedeporteerd, vermoord, gedwongen te emigreren of tot zelfmoord gedreven door het nazi-regime. Demnig legt voor elk slachtoffer een aparte steen, meestal voor de laatste zelfgekozen woning.
Omdat het Stolpersteine-project doorloopt, kan deze lijst onvolledig zijn.

## Stolpersteine
In gemeente Nieuwkoop liggen drie Stolpersteine in Nieuwveen.

### Nieuwveen
In Nieuwveen liggen drie Stolpersteine op een adres.
| Afbeelding | Inscriptie | Adres         | Herdachte persoon                   |
| ---------- | --- | ------------- | ----------------------------------- |
|            | HIER WOONDE ISASIA ANDRIES DE GROOT GEB. 1892 GEÏNTERNEERD 23-4-1943 GEDEPORTEERD 25-5-1943 UIT WESTERBORK VERMOORD 28-5-1943 SOBIBOR | Weteringplein | Jsasia Andries de Groot (1892-1943) |
|            | HIER WOONDE MOZES RICARDO GEB. 1881 GEINTERNEERD 23-4-1943 GEDEPORTEERD 18-5-1943 UIT WESTERBORK VERMOORD 21-5-1943 SOBIBOR           | Weteringplein | Mozes Ricardo (1881-1943)           |
|            | HIER WOONDE REBEKKA WORMS GEB. 1891 GEÏNTERNEERD 23-4-1943 GEDEPORTEERD 25-5-1943 UIT WESTERBORK VERMOORD 28-5-1943 SOBIBOR           | Weteringplein | Rebekka Worms (1891-1943)           |

## Data van plaatsingen
- 6 juni 2025: Nieuwveen, drie Stolpersteine op het Weteringplein